# Avantgarde Music
Avantgarde Music ist ein italienisches Plattenlabel, das hauptsächlich Black-, Dark-, Doom- und Death-Metal-Bands veröffentlicht.

## Geschichte
Avantgarde Music wurde von Roberto Mammarella unter dem Namen Obscure Plasma Records gegründet. Zu den ersten Veröffentlichungen zählen eine Split-EP seiner Band Monumentum mit Rotting Christ und Mayhems Live-LP Live in Leipzig in Erinnerung an deren 1991 verstorbenen Sänger Dead; deren Einnahmen sollten komplett an Mammarella gehen, umgekehrt sollte ursprünglich Monumentums Debüt In Absentia Christi über das Label Deathlike Silence Productions des Mayhem-Gitarristen Øystein „Euronymous“ Aarseth erscheinen; dieser wurde jedoch im August 1993 ermordet und konnte diese Pläne nicht mehr verwirklichen.
1994 wurde das Label in Avantgarde Music umbenannt. Nach einer Reihe erfolgreicher Alben unter anderem von Thergothon, Ophthalamia, Katatonia und Carpathian Forest wurde das Label um weitere Mitarbeiter, das Sublabel Wounded Love Records und den Laden Sound Cave in Mailand erweitert.
Für Überraschung sorgte die Veröffentlichung des dritten Albums Climax of Hatred der NSBM-Band Ad Hominem im Jahre 2005, das einige Vertriebe unwissend in ihr Sortiment aufnahmen, da sie die Band nicht kannten und von Avantgarde nicht erwartet hatten, rechtsextreme Bands zu verlegen. Der Bandgründer Kaiser Wodhanaz erklärte dazu:

„Avantgarde doesn’t interfere in band’s ideas. But it seems evident that they wouldn’t sign AH if they had anti-fascist views. On no account they will try to change AH, on the contrary they asked me to remain in the same raw style, because that’s what they like in AH. And be sure that AH won’t change, both on musical and ideological sides!!! […] The only difference will be that my stuff will be spread wider […].“

„Avantgarde Music mischt sich nicht in die Vorstellungen der Band ein. Aber es scheint eindeutig, dass sie AH nicht unter Vertrag genommen hätten, wenn sie Antifaschisten wären. Sie werden auf keinen Fall versuchen, AH zu verändern, im Gegenteil, sie haben mich gebeten, den gleichen rauhen Stil beizubehalten, weil es das ist, was sie an AH mögen. Und seid sicher, dass AH sich nicht verändern wird, sowohl musikalisch als auch ideologisch!!! […] Der einzige Unterschied wird sein, dass mein Zeug weiter verbreitet wird […].“

Mit der Veröffentlichung It’s Getting Colder von We Made God begann 2011 eine neue Phase in der Geschichte des Labels. Die Zählung wird deshalb bei AV201 weitergeführt. Mammarella zitiert auf der Seite von Avantgarde Music einen Freund, der befürchtete, dass das Label von nun an nur noch Doom und Pop-Rock veröffentlichen werde. Roberto Mamarella schreibt dazu:

„Avantgarde Music is not under a season’s dress change, it’s just & all about finding peace of mind and realise what are the nicest streets to walk in your dirty down-town.
It is with a certain (relaxed) smile on my face that I come to post this, ahem.. sounds even serious, official statement … but I will do it against my nature to avoid that this issue becomes a misunderstanding. It is a pure coincidence in fact that in 2011 we have not released yet a black metal record but only “pop-rock related stuff” and “doom metal” (which by all means is a very extreme kind of music, […] much more than most of black metal bands have proven to be on stage for example). […] I also have to remind everybody with a short memory […] the exact sequence of Avantgarde Music releases in 1994–1995:
Thergothon, Chorus of Ruin, Ophthalamia, Mayhem, Unholy, Carpathian Fullmoon, Abysmal, Pan.Thy.Monium, Katatonia, Novembers Doom, Carpathian Forest
I can barely count 2 black metal bands in this selection … so what is changing for real?“

„Avantgarde Music wechselt nicht seine Saisonkleider, es geht nur darum, Frieden für den Geist zu finden und zu sehen, welches die schönsten Straßen zum Spazierengehen in der schmutzigen Innenstadt sind.
Ich schreibe diese, ähem, klingt sogar ernsthaft, offizielle Stellungnahme mit einem gewissen (entspannten) Lächeln auf meinem Gesicht … aber ich werde es gegen meine Natur tun, um zu vermeiden, dass diese Angelegenheit zu einem Missverständnis führt. Es ist tatsächlich nur ein reiner Zufall, dass wir 2011 bisher keine Black-Metal-Platte veröffentlicht haben, sondern nur ‚Zeug mit Pop-Rock-Bezug‘ und ‚Doom Metal‘ (was durchaus eine sehr extreme Art von Musik ist, […] viel mehr, als die meisten Black-Metal-Bands auf der Bühne sind etwa) […] Ich muss außerdem jeden mit kurzem Gedächtnis […] an die exakte Sequenz der Avantgarde-Music-Veröffentlichungen 1994–1995 erinnern:
Thergothon, Chorus of Ruin, Ophthalamia, Mayhem, Unholy, Carpathian Fullmoon, Abysmal, Pan.Thy.Monium, Katatonia, Novembers Doom, Carpathian Forest
Ich kann kaum zwei Black-Metal-Bands in dieser Auswahl zählen … also was ändert sich wirklich?“

Im Februar 2018 stellten die Betreiber von Avantgarde Music mit Flowing Downward ein weiteres Sublabel vor, dass sich auf aufstrebende oder unbekanntere Musikgruppen und Projekte spezialisiert.

## Veröffentlichungen (Auswahl)
über Obscure Plasma Records
- 1991: 91001: Anguish – Ground Absorbs (7"EP)
- 1991: 91002: House of Usher – On the Very Verge. (7"EP)
- 1991: 91003: Sadist – Black Screams (7"EP)
- 1992: 92001: Pan.Thy.Monium – Dream II (7"EP)
- 1992: 92002: Rotting Christ/Monumentum (Split-7"EP/Split-Tape-EP, Nachpressung auf Picture-12"EP über Sound Cave 1997, Katalognummer SC001)
- 1992: 92006: Eucharist – Greeting Immortality  (7"EP, bootleg)
- 1993: 92007: Mayhem – Live in Leipzig (12"LP)
- 1993: 92008: Sinoath – Still in the Grey Dying (Tape-EP)
- 1993: 92009: Nordor – His Fictitious Grandeur (Tape-EP)
- 1993: 92010: Lobotomy – Nailed in Misery (Tape-EP)

über Avantgarde Music
- 1994: AV 001: Thergothon – Stream from the Heavens
- 1993: AV 002: Chorus of Ruin – Ocean of Sins (7”EP/MCD)
- 1994: AV 003: Ophthalamia – A Journey in Darkness
- 1993: AV 004: Mayhem – Live in Leipzig
- 1994: AV 005: Unholy – The Second Ring of Power
- 1994: AV 006: Carpathian Full Moon – Serenades in Blood Minor
- 1995: AV 007: Abysmal – The Pillorian Age
- 1995: AV 008: Pan.Thy.Monium – Dream II (MCD)
- 1995: AV 009: Katatonia – For Funerals to Come
- 1995: AV 010: Novembers Doom – Amid Its Hallowed Mirth
- 1995: AV 011: Carpathian Forest – Through Chasm, Caves and Titan Woods (CD/MLP)
- 1996: AV 022: Katatonia – Brave Murder Day
- 1998: AV 031: Carpathian Forest – Black Shining Leather
- 1999: AV 041: Behemoth – Satanica
- 1999: AV 044: As Divine Grace – Supremature
- 2000: AV 053: Opera IX – The Black Opera (Symphoniae Mysteriorum in Laudem Tenebrarum)
- 2001: AV 055: Diabolical Masquerade – Death’s Design
- 2000: AV 056: Mortuary Drape – Tolling 13 Knell
- 2002: AV 066: Shining – III – Angst, Självdestruktivitetens Emissarie
- 2003: AV 072: Shining – I – Within Deep Dark Chambers
- 2003: AV 078: Shining – II – Livets Ändhållplats
- 2005: AV 082: Shining – IV – The Eerie Cold
- 2005: AV 084: Evoken – Antithesis of Light
- 2005: AV 088: Ad Hominem – Climax of Hatred
- 2006: AV 092: Darkspace – Dark Space I
- 2006: AV 093: Darkspace – Dark Space II
- 2007: AV 098: Reverence – Chamber of Divine Elaboration
- 2007: AV 100: Nortt – Galgenfrist
- 2008: AV 102: Darkspace – Dark Space III
- 2008: AV 103: Lifelover – Konkurs
- 2008: AV 104: Hjarnidaudi – Niklas Kvarforth Presents: Hjarnidaudi
- 2008: AV 107: Sun of the Blind – Skullreader
- 2010: AV 110: Nightbringer – Apocalypse Sun
- 2011: AV 201: We Made God – It’s Getting Colder
- 2011: AV 207: Shape of Despair und Before the Rain – Shape of Despair / Before the Rain
- 2010: AV 210: Towards Darkness – Barren
- 2012: AV 212: Echoes of Yul – Cold Ground
- 2012: AV 213: Darkspace – Dark Space −I
- 2013: AV 225: Aphonic Threnody: First Funeral (EP)
- 2014: AV 244: Arcana Coelestia: Nomas
- 2016: AV 266: Sol: The Storm Bells Chime
- 2018: AV 344: Void of Silence: The Sky Over
- 2019: AV 372: Plateau Sigma: Symbols – The Sleeping Haromny of the World Below

über Wounded Love Records
- 1995: WLR 007: Ras Algethi – Oneiricon – The White Hypnotic
- 1996: WLR 008: Hades – Alone Walkyng
- 1999: WRL 015: Taake – Nattestid ser porten vid
- 1999: WRL 017: Dolorian – When All the Laughter Has Gone
- 2000: WRL 022: Dark Sanctuary – De lumière et d’obscurité
- 2006: WLR 035: Dolorian – Voidwards
- 2009: WLR 033: Dark Sanctuary – Dark Sanctuary